# Пушкове (заповідне урочище)
Пу́шкове — заповідне урочище місцевого значення в Україні. Об'єкт розташований на території Голованівського району Кіровоградської області, на північний захід від села Пушкове. 
Площа 39,7 га. Статус присвоєно згідно з рішенням Кіровоградської обласної ради № 198 від 17.11.2000 року. Перебуває у віданні ДП «Голованівський лісгосп» (Голованівське лісництво, кв. 80, вид. 1-2). 
Статус присвоєно для збереження частини лісового масиву (вільха, ясен, клен), що зростає на схилах великої балки. Дно балки заболочене. У трав'яному покриві трапляються рідкісні види.